# Letsch
Die Letsch (auch: Leetsch, Letz, Litsche) ist ein besonders am Niederrhein verbreiteter Hochzeitsbrauch, ähnlich dem Polterabend.

## Herkunft
Das Rituale Romanum schrieb vor, dass einer Trauung drei Aufrufe zur Eheverkündigung vorausgingen (Aufgebot): […] denunciationibus praemissis tribus continuis diebus festivis […] (deutsch: „[…] nachdem an drei aufeinanderfolgenden Sonntagen die Rufe erfolgt sind […]“).
Noch bis zum Zweiten Weltkrieg wurden die Aufrufe sonntags im Hochamt verlesen. Im Anschluss an den ersten der drei vorgeschriebenen Aufrufe zur Eheverkündigung in der Kirche (der Letsch) kamen die Freunde und Bekannten der Brautleute im Elternhaus der Braut zu einem Umtrunk – auch Broandewien, für Branntwein, genannt – zusammen. In manchen Pfarrgemeinden war es üblich, den letzten Aufruf zum Anlass für den Umtrunk zu nehmen.

## Brauch
Eine echte Letsch findet daher an einem Sonntag statt, meist drei Wochen vor der Trauung. Sie beginnt gegen Mittag und dauert oft bis tief in die Nacht. Zur Letsch wird nicht förmlich eingeladen – wer kommen mag, der kommt.
Früher wurde auf Letschen auch geböllert: In großen Milchkannen mit fest aufgesetztem Deckel entwickelten ein wenig Carbid und Wasser mit der in der Kanne eingeschlossenen Luft ein explosives Gasgemisch, das entzündet wurde. Mit einem lauten Knall flog dann der schwere Deckel der Milchkanne meterweit durch die Luft. Dieses Carbidschießen ist ein nicht ganz ungefährlicher Brauch, der in Deutschland mittlerweile verboten ist.
Heute ähnelt die Letsch häufig einem Polterabend, der auf das Poltern verzichtet.